# Gilbert van Hastings
Gilbert van Hastings (Hastings ?, - Lissabon, 27 april 1166) was de eerste bisschop van Lissabon na de verovering van de stad op de Moren in 1147. 
Gilbert was Engelsman. Hij maakte deel uit van een leger dat tot doel had een Tweede Kruistocht te voeren. Hun vloot meerde aan te Porto, de laatste haven op de weg naar de Middellandse Zee in handen van christenen. Het was daar dat de graaf van Portugal Alfons I, met hulp van de aartsbisschop van Braga, João Peculiar, de kruisvaarders ertoe wist te bewegen Lissabon aan te vallen.
Na de inname van de stad in oktober, werd de grote moskee onmiddellijk gereinigd en toegewijd aan Onze-Lieve-Vrouw als kathedraal. João Peculiar herstelde het bisdom Lissabon en benoemde Gilbert als bisschop hiervan. Men spreekt van een herstel, hoewel gedurende de vier eeuwen onder de Moren de christenen van Lisabonnen een Mozarabische bisschop hadden. Door aldus de bisdommen van de gebieden die hij controleerde onder de hoede van de aartsbisschop van Braga te plaatsen, ging de nieuwe koning Alfons in tegen het gebruik dat de Portugese bisschoppen onder het gezag van de aartsbisschoppen van León stonden. Hij zocht dan ook Portugal vrij te maken, zowel politiek als spiritueel, van de greep van Imperator Alfons VII van León en Castilië
In 1150 installeerde Gilbert zich aan het hoofd van de Sé de Lisboa. Hij introduceerde in het bisdom de rite gevolgd door de kerk van Salisbury in Engeland. Het bisdom Lissabon hield zich aan deze tot in 1536, toen aartsbisschop Alfons II de Romeinse rite introduceerde (in antwoord op het schisma van de anglicaanse kerk).
In 1151 zond hij brieven naar Engeland, teneinde steun te verwerven voor de Reconquista.
Hij stichtte de parochies São Vicente de Fora, Mártires en Santa Justa.
Hij werd begraven in de kathedraal van Lissabon.

## Referentie
- Dit artikel of een eerdere versie ervan is een (gedeeltelijke) vertaling van het artikel Gilberto de Hastings op de Franstalige Wikipedia, dat onder de licentie Creative Commons Naamsvermelding/Gelijk delen valt. Zie de bewerkingsgeschiedenis aldaar.